# Idalus vitrea
Idalus vitrea är en fjärilsart som beskrevs av Pieter Cramer 1780. Idalus vitrea ingår i släktet Idalus och familjen björnspinnare. Inga underarter finns listade i Catalogue of Life.

## Bildgalleri

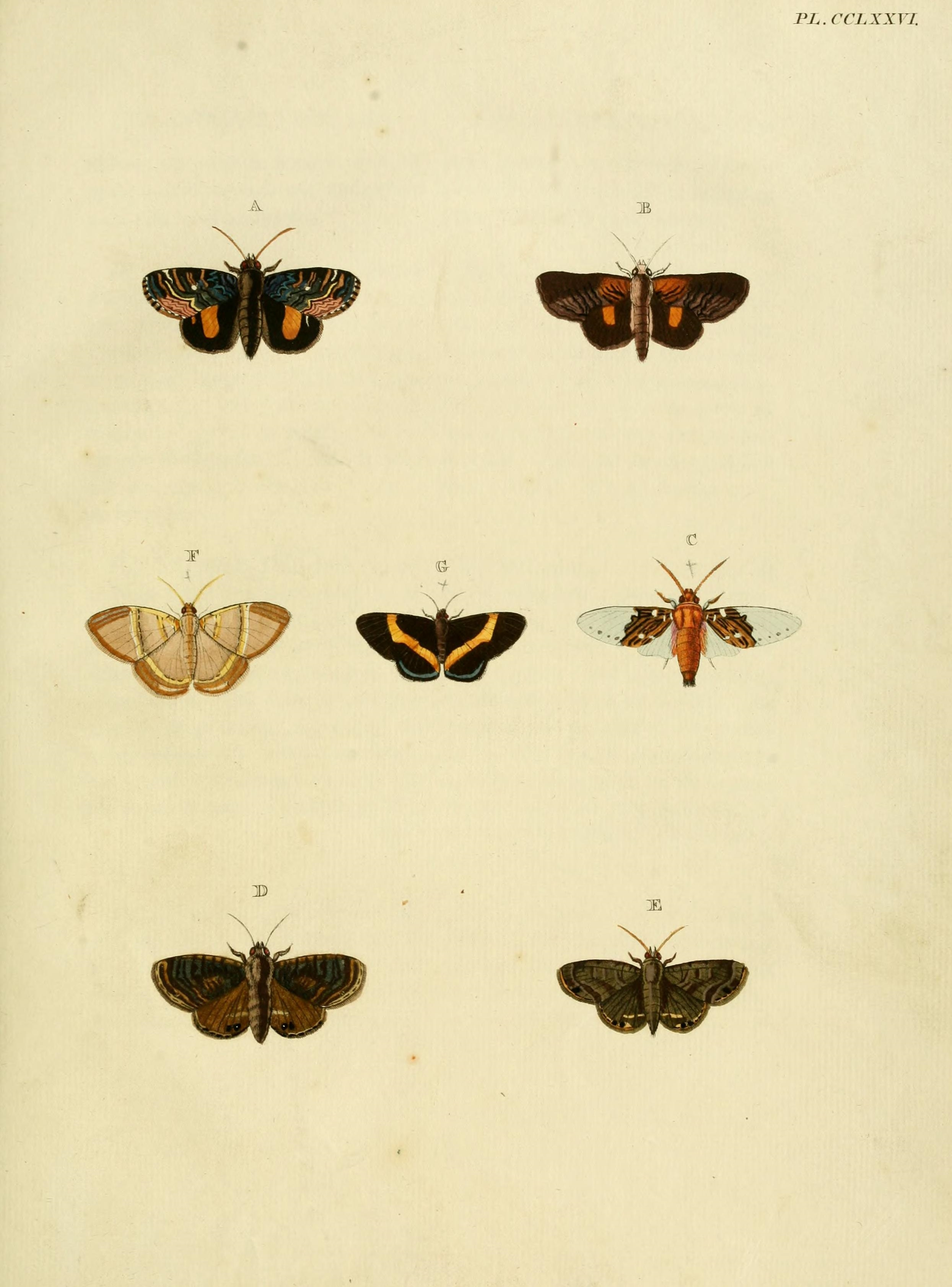